# Oikos Warszawa
oikos Warszawa (oikos Warsaw) to polski oddział oikos International, międzynarodowej organizacji studenckiej inspirowanej ideą zrównoważonego rozwoju, która powstała by wspierać przedsiębiorczość przyjazną środowisku naturalnemu oraz uwrażliwiać studentów kierunków ekonomicznych na problem zrównoważonego wzrostu gospodarczego. Oikos Warszawa działa jako Studenckie Koło Naukowe Zrównoważonego Rozwoju OIKOS przy Szkole Głównej Handlowej w Warszawie, posiada obecnie około 30 aktywnych członków: studentów Szkoły Głównej Handlowej, Szkoły Głównej Gospodarstwa Wiejskiego, Politechniki Warszawskiej oraz Uniwersytetu Warszawskiego.
Głównym założeniem organizacji jest integrowanie zagadnień powiązanych ze wzrostem zrównoważonym we wspólną dziedzinę wiedzy i wprowadzenie jej nauczania do procesu kształcenia na wiodących uczelniach ekonomicznych. Działalność oikos Warszawa obejmuje organizację wykładów, konferencji i warsztatów o tematyce prospołecznej i proekologicznej oraz realizację projektów mających na celu praktyczne zastosowanie zasad zrównoważonego rozwoju w ekonomii i zarządzaniu. Celem organizacji jest promowanie społecznie zrównoważonej, ekonomicznie opłacalnej, a jednocześnie ekologicznie poprawnej gospodarki zasobami. Oikos Warszawa jednoczy szerokie grono przedstawicieli świata polityki, biznesu, NGO oraz nauki, tworzy neutralną platformę do dyskusji na tematy prospołeczne i proekologiczne.

## Historia
oikos Warszawa powstał w 1998 jako podgrupa SKN Międzynarodowych Stosunków Gospodarczych, następnie działał w ramach Klubu Turystycznego Ekonomistów TRAMP.

### 2000
W dniach 8–20 listopada zorganizowano w Warszawie spotkanie oikos International pod hasłem Sustainability, the global challenge of the 21st century, w czasie którego przybliżono uczestnikom problemy środowiskowe Polski jako kraju stojącego przed wyborem nowej drogi rozwoju. Prelegentem spotkania był dr hab. Stanisław Sitnicki, były dyrektor Regionalnego Centrum Ekologicznego na Europę Środkową i Wschodnią z siedzibą w Szentendre oraz prezes zarządu EkoFunduszu. Podczas spotkania zaakcentowano ograniczone potraktowanie problematyki ochrony środowiska i wzrostu zrównoważonego w przedmiotach realizowanych w Szkole Głównej Handlowej.

### 2001
29 listopada oficjalnie ogłoszono powstanie SKN Zrównoważonego Rozwoju OIKOS przy Katedrze Geografii Ekonomicznej Szkoły Głównej Handlowej w Warszawie. Inicjatorem założenia organizacji był prof. dr hab. Adam Budnikowski.
Opiekunem oikos Warszawa została dr Ewa Taylor, pracownik Katedry Geografii Ekonomicznej, wykładowca geografii ekonomicznej, ekonomii środowiska i przyrodniczych podstaw gospodarki przestrzennej.

### 2002
W styczniu przeprowadzono badania ankietowe na temat świadomości ekologicznej studentów SGH, które stanowiły przygotowanie dla pilotażowego programu selektywnej zbiórki odpadów w akademikach SGH. W ramach cyklu spotkań „Dzień Ziemi w SGH”, 22 kwietnia, oikos Warszawa zorganizował cykl wykładów na temat zagospodarowania odpadów, energii odnawialnej i odpowiedzialnego biznesu. W październiku powtórzono badania ankietowe.
Członkowie oikos Warszawa, Agata Dąbrowska i Michał Żelazek, wygłosili referat pt. Ekorozwój a rozwój regionalny na konferencji Polskiego Towarzystwa Ekonomicznego, na seminarium naukowym PTE natomiast, referat pt. Strefy ochrony przyrody – strefy specjalne czy uprzywilejowane? zaprezentowali Grzegorz Gajewski i Anna Kłoczko.
W ramach współpracy SKN Zrównoważonego Rozwoju z Kołem Naukowym Międzynarodowych Studiów Ochrony Środowiska Uniwersytetu Warszawskiego, zorganizowano w lutym warsztaty na temat możliwości wykorzystania biomasy w gospodarstwach domowych, w maju natomiast seminarium pt. Finansowanie ochrony środowiska przez EkoFundusz, które prowadził prof. dr hab. Tomasz Żylicz.
Ponadto oikos Warszawa rozpoczął współpracę z oikos Wilno oraz oikos Londyn. Wystąpiono również z inicjatywą wydania wspólnej publikacji ze szwedzkim Uniwersytetem w Lund.
Członkowie oikos Warszawa realizowali zadania badawcze w ramach prac własnych i statutowych pracowników Katedry Geografii Ekonomicznej, m.in. badanie statutowe pt. Aktywna polityka środowiskowa w przedsiębiorstwach w świetle teorii dyfuzji innowacji, we współpracy z SKN Zarządzania Jakością przy SGH.

### 2003
Oikos Warszawa zorganizował „Dni Zrównoważonego Rozwoju”. W ramach wydarzenia odbyła się sesja naukowa nt. „Narodowego Planu Rozwoju” z udziałem dr Piotra Żubera, pracownika Ministerstwa Gospodarki.
Wydano pierwszy numer Biuletynu oikos Warszawa zawierający informacje na temat działalności SKN-u oraz realizacji założeń zrównoważonego rozwoju w Polsce.
W czerwcu odbył się wyjazd integracyjny organizacji do Lublina i kopalni węgla kamiennego w Bogdance w celu zbadania możliwości rozwoju terenów słabo rozwiniętych zgodnie z zasadami zrównoważonego rozwoju.
Dodatkowo, istotnymi wydarzeniami były: odczyt Anny Kłoczko w PTE, udział Agnieszki Dujki w dwutygodniowym szkoleniu zorganizowanym przez Fundację Sendzimira w Krakowie oraz Kamili Belki w konkursie „Dynamika Zrównoważonego Rozwoju” zorganizowanym przez Politechnikę Wrocławską i Stowarzyszenie „Zielona Kultura”.
Pod koniec roku problematyka społecznej odpowiedzialności biznesu i realizacja koncepcji zrównoważonego rozwoju w prawie międzynarodowym stała się przedmiotem kilku projektów realizowanych przez oikos Warszawa: zorganizowano spotkanie z profesorem Jerzym Menkesem, Magdalena Słok natomiast wygłosiła referat nt. społecznej odpowiedzialności biznesu w trakcie konferencji pt. Polskie przedsiębiorstwa wobec szoku akcesyjnego zorganizowanej przez Instytut Funkcjonowania Gospodarki Narodowej, zorganizowanej w Szkole Głównej Handlowej w Warszawie.

### 2004
Tematem roku 2004 dla oikos Warszawa był Zrównoważony Rozwój zrównoważony w Szkołach Wyższych. Członkowie SKN Zrównoważonego Rozwoju zajęli się badaniem programu edukacyjnego w SGH pod kątem treści nauczania o koncepcji zrównoważonego rozwoju. Przeprowadzono rozmowy z wykładowcami i przygotowano raport pt. Zrównoważony Rozwój w Programie Nauczania Szkoły Głównej Handlowej. Magdalena Słok i Piotr Malik, członkowie oikos Warszawa opracowali również publikację Rozwój zrównoważony w programie nauczania Szkoły Głównej Handlowej.
22 kwietnia SKN Zrównoważonego Rozwoju, jako jedno z pięciu studenckich kół naukowych z całej Polski, wziął udział w konferencji pt. Społeczna odpowiedzialność biznesu – nowa szansa dla Europy w Łodzi, podczas której oficjalnie rozpoczęła działalność Liga Odpowiedzialnego Biznesu.
W maju oikos Warszawa wspólnie z SKN Transportu, Spedycji i Logistyki w Szkole Głównej Handlowej zorganizował seminarium pt. Zrównoważony Rozwój w Transporcie. Wśród zaproszonych gości byli profesorowie Szkoły Głównej Handlowej, Uniwersytetu Warszawskiego oraz Andrzej Kassenberg z Instytutu na Rzecz Ekorozwoju i Tadeusz Zapaśnik z Generalnej Dyrekcji Dróg Krajowych i Autostrad. Studenci mieli możliwość uczestniczenia w dwóch panelach dyskusyjnych nt. transportu pasażerskiego i transportu towarowego, podczas których poruszano tematy strategii zrównoważonego rozwoju w transporcie czy kosztów zewnętrznych rozwoju transportu.
Roczna działalność Koła miała swoje odbicie w dwóch publikacjach: autorstwa Magdaleny Słok i Olgi Giemzy, pt. Społeczna odpowiedzialność biznesu oraz Agaty Mężyńskiej: Znaczenie kanałów informacyjnych w procesie dyfuzji innowacji na przykładzie ISO 1400. Ponadto ukazały się kolejne trzy numery Biuletynu oikos.

### 2005
W roku 2005 ukazał się piąty, a zarazem ostatni numer Biuletynu oikos, w którym omówiono spotkania temat społecznej odpowiedzialności biznesu i zrównoważonego rozwoju w finansach. Jednym z prelegentów był profesor Leszek Dziawgo, specjalista z zakresu bankowości, który mówił na temat ekologicznych ofert banków i funduszy inwestycyjnych. W publikacji zwrócono również uwagę na działalność Banku Ochrony Środowiska w Polsce.

### 2006
W dniach 19–22 października oikos Warszawa zorganizował Autumn Meeting. W ramach ogólnodostępnej części konferencji, dnia 19 października zorganizowano spotkanie z przedstawicielami Banku Światowego i Szkoły Głównej Handlowej na temat gospodarczych zagrożeń i działalności gospodarczej w sektorze energetycznym. Wykład wprowadzający na temat istoty kryzysu energetycznego wygłosił profesor Kazimierz Kuciński, ówczesny Kierownik Katedry Geografii Ekonomicznej, SGH. Prelegent podkreślił, że: „kryzysu energetycznego nie możemy bagatelizować i musimy dostrzec nie tylko tradycyjne źródła energii, lecz także szukać nowych, nie ulegać dogmatycznemu myśleniu o energii jądrowej i lepiej zarządzać pozyskiwaniem, konwersją, dystrybucją i konsumpcją energii”
Studenci Koła razem z Ligą Odpowiedzialnego Biznesu przeprowadzili zakrojone na ogólnopolską skalę badania na temat „CSR oczami studentów”. Badania ankietowe prowadzono na siedmiu uniwersytetach: Uniwersytecie Warszawskim, Uniwersytecie im. Mikołaja Kopernika w Toruniu, Uniwersytecie Gdańskim, Akademii Ekonomicznej w Krakowie (obecnie Uniwersytecie Ekonomicznym w Krakowie), Akademii Ekonomicznej we Wrocławiu (obecnie Uniwersytecie Ekonomicznym we Wrocławiu), Szkole Głównej Gospodarstwa Wiejskiego w Warszawie oraz Szkole Głównej Handlowej. Do studentów objętych badaniem skierowano następujące pytania: „Co o CSR wiedzą polscy studenci kierunków ekonomicznych? Czy w swoich uczelniach mają możliwość zdobywania wiedzy na ten temat? Czy chcą takiej wiedzy? Czy znają firmy prowadzące działalność z zakresu społecznej odpowiedzialności biznesu i jak je oceniają?”.

### 2007
Z inicjatywy oikos Warszawa zorganizowano seminarium z udziałem Grzegorza Kołodko, który rozmawiał ze studentami na temat książki Tygrys z ludzką twarzą. Profesor mówiąc o procesach globalizacji zaakcentował problem degradacji środowiska w kontekście zróżnicowania dobrobytu społeczeństw.
W roku 2007 przeprowadzono pierwszą edycję projektu Energooszczędni – konkursu promującego racjonalne zużycie energii elektrycznej wśród mieszkańców akademików.

### 2008
W marcu zrealizowano projekt Society Bank w ramach konkursu Citizen Act II, w którym brał udział student oikos Warszawa, Marcin Gajewski. Projekt polegał na zaprojektowaniu dla francuskiego banku Societe Generale nowych rozwiązań CSR, które zmienią bank przez najbliższe 20 lat.
W kwietniu zorganizowano debatę pt. Kobieta w życiu publicznym. Celem debaty było zwiększenie zarówno wiedzy, jak i świadomości studentów SGH na temat konieczności zwiększenia równouprawnienia kobiet w biznesie. Zaproszenie przyjęli prof. dr hab. Joanna Senyszyn oraz Janusz Korwin-Mikke. Głównymi tematami poruszonymi w debacie były: trudności, na jakie napotykają kobiety pragnące rozpocząć biznesową lub polityczną karierę, kobiety w polskiej polityce, zjawisko „szklanego sufitu”, sytuacja kobiet w krajach arabskich czy sytuacja kobiet w Polsce na tle innych państw UE.
W październiku na Auli Spadochronowej SGH rozdano kilkaset toreb wielorazowego użytku. Akcja miała na celu rozpropagowanie idei dbania o środowisko podczas codziennych zakupów.
Ponadto realizowano projekt Change your thoughts, change your World, który podkreślał konieczność holistycznego podejścia do wzrostu gospodarczego z poszanowaniem praw przyrody. W jego ramach nawiązano bliską współpracę z Instytutem w Wupperthalu (Wuppertal Institut für Klima, Umwelt, Energie). Zaproszono studentów z Hamburga i Bayreuth, którzy przeprowadzili warsztaty dla studentów na temat zrównoważonego rozwoju w przedsiębiorstwach.

### 2009
W pierwszych miesiącach 2009 roku zespół oikos Warszawa współpracował z Giselle Weybrecht w związku z publikacją podręcznika: The sustainable MBA: Toolkit for Business Students and Executives. W projekt zaangażowanych było wiele instytucji, takich jak: United Nations Environment Programme, Word Business Council for Sustainable Developement, HSBC czy PricewaterhouseCoopers. Zadaniem oikos Warszawa było opracowanie informacji dotyczących trendów zrównoważonego biznesu w Polsce. Badano firmy wyróżniające się w realizacji idei społecznej odpowiedzialności, analizowano kluczowe przedsięwzięcia w tym zakresie oraz organizacje pozarządowe zajmujące się tematyką CSR.
25 lutego z inicjatywy oikos Warszawa zorganizowano w Szkole Głównej Handlowej case-wykład o wymiernej opłacalności CSR-u. Poprowadził go Marian Moszoro, były wiceminister finansów, współpracujący z IESE Business School, obecnie wykładowca na University of California, Berkeley.
25 marca w Sali Konferencyjnej Szkoły Głównej Handlowej odbył się wykład Dennisa Pamlina. Był on zorganizowany przez oikos Warsaw we współpracy z Centrum Promocji i Informacji Szkoły Głównej Handlowej. Dzięki wykładowi Dennisa Pamlina, doradcy WWF do spraw polityki globalnej, uczestnicy spotkania mogli poszerzyć swoją wiedzę z dziedziny technicznych innowacji ekologicznych. Szeroko omówiono znaczenie innowacji w transporcie, które stwarzają ogromną szansę na znaczną redukcję emisji CO2. Dennis Pamlin przedstawił także sposoby zrównoważonego planowania inwestycji miejskich.
W dniach 6–11 lipca w Wilnie odbyła się pierwsza edycja „Szkoły Letniej PONTES” – ogólnorozwojowych warsztatów dla młodzieży. Wysłannicy oikos Warszawa, który został jednym z głównych organizatorów, dzielili się w Wilnie swoją wiedzą o zrównoważonym rozwoju i odpowiedzialnym prowadzeniu biznesu podczas prowadzonych warsztatów. Towarzyszące im dyskusje pozwalały skonfrontować poglądy osób z różnych państw byłego bloku wschodniego.
W 2009 roku dzięki działaniom oikos Warszawa oraz Tanmayi Gummaraju, holenderskiej studentki programu CEMS w SGH, uczelnia dołączyła do programu UNEP One Billion Tree Campaign. Jego celem było zachęcanie do pomocy w realizacji jednego z celów milenijnych – osiągnięcia środowiskowej równowagi do 2015 roku. Projekt w Szkole Głównej Handlowej składał się z dwóch części. Pierwszą było charytatywne teaparty zorganizowane w zaprzyjaźnionej herbaciarni Herbathea, drugą natomiast symboliczne zasadzenie drzew w ogrodzie SGH. Miało ono miejsce 3 listopada. Rektor SGH Prof. dr hab. Adam Budnikowski zasadził wraz z członkami oikos Warszawa trzy drzewa – dąb bezszypułkowy, orzecha włoskiego oraz brzozę. Do akcji włączyło się wielu pracowników naukowych oraz studentów Szkoły Głównej Handlowej. Środki zgromadzone w ramach kampanii przekazano UNEP na walkę z deforestacją.
5 listopada 2009 r. odbyła się debata CSR: Odpowiedzialność za własność. Projekt organizowano przy współpracy z Forum Odpowiedzialnego Biznesu, pod honorowym patronatem Ministerstwa Skarbu Państwa. Debata była częścią ogólnopolskiego cyklu wykładów na temat przewagi konkurencyjnej firm stosujących strategię odpowiedzialnego biznesu. Panelistami byli Mirella Panek-Owsińska – dyrektor Forum Odpowiedzialnego Biznesu, Krzysztof Kaczmarg – Prezes Fundacji Kronenberga przy Banku Citi Handlowy oraz Justyna Szumniak – pracownik naukowy Szkoły Głównej Handlowej. Debata dotyczyła pomiaru konkurencyjności przedsiębiorstw oraz wpływu społecznej odpowiedzialności na wyniki przedsiębiorstwa.
4 grudnia odbyło się spotkanie Zarządu oikos Warszawa z alumnami organizacji. Była to pierwsza inicjatywa, która wpisuje się w projekt oikos International zakładający większe zaangażowanie absolwentów organizacji w jej działanie. Spotkanie pozwoliło na wymianę informacji na temat kariery zawodowej w dziedzinie odpowiedzialnego biznesu.

### 2010
W lutym członkowie oikos Warszawa: Tomasz Hajduk, Katarzyna Negacz, Grzegorz Borkowski, Jacek Galiszewski, Tomek Jagło, przygotowali opracowanie pod tytułem Strategia w obszarze społecznej odpowiedzialności biznesu dla Sodexo Pass Polska. Publikacja zawierała propozycję rozwoju działalności firmy w ramach CSR. Opracowanie powstało na prośbę Agnieszki Dujki, byłej przewodniczącej oikos Warszawa, obecnie dyrektora operacyjnego firmy.
Dnia 24 maja odbył się Case study Phoenix Organic: Valuing Sustainability While Desiring Growth oparty na książce Cases in Corporate Sustainability Management and Strategy wydanej przez oikos International. Studium przypadku omówione zostało przez oikos PhD Fellow z Uniwersytetu St. Gallen Liudmilę Nazarkinę i Katarzynę Negacz. Projekt pokazał jak opracować nową strategię wzrostu dla przedsiębiorstwa Phoenix Organic wytwarzającego organiczne napoje, produkowane według ekologicznych standardów.
W sierpniu w SGH odbyła się konferencja pt. Second International Workshop on Business Ethics Education in Poland, Germany and Canada, koordynowany przez prof. dr hab. Ewę Chmielecką. Wśród polskich prelegentów wystąpiła przedstawicielka oikos Warszawa, Katarzyna Negacz, która mówiła na temat Students’ perspective on Business Ethics Education – BEE Project of oikos Warsaw. Wystąpienie miało na celu promocję studenckich działań na rzecz włączania etyki biznesu do programów nauczania uczelni wyższych.
Pod patronatem Ministra Ochrony Środowiska Andrzeja Kraszewskiego odbyło się w dniach 7–10 października trzecie Autumn Meeting w Warszawie.
W listopadzie przeprowadzono drugą edycję projektu Energooszczędni.

## Struktura organizacyjna
Przewodnicząca zarządu oikos Warszawa: Anna Semeniuk
Zarząd oikos Warszawa: 
Zuzanna Sadowska, Lesia Dłużniewska - Wiceprzewodniczące ds. Biznesu
Wiktoria Kaleta - Wiceprzewodnicząca ds. HR
Olga Duchniewska - Wiceprzewodnicząca ds. Finansów i Administracji
Małgorzata Haruba - Wiceprzewodnicząca ds. Marketingu

## Projekty

### Students for Innovative CSR
Cykl warsztatów dla studentów zainteresowanych tematyką społecznej odpowiedzialności biznesu.

### oikos Student Reporter
Projekt oikos International mający na celu stworzenie międzynarodowej platformy zrzeszającej studentów-dziennikarzy zainteresowanych tematyką zrównoważonego rozwoju.

### Pociąg do CSR
Międzyuczelniany projekt będący cyklem bezpłatnych warsztatów odbywających się na sześciu warszawskich uczelniach (Szkoła Główna Handlowa, Szkoła Główna Gospodarstwa Wiejskiego, Politechnika Warszawska, Akademia Leona Koźmińskiego, Uniwersytet Warszawski, Uniwersytet Kardynała Stefana Wyszyńskiego).

### Wykłady prof. Kerekesa
Projekt polegający na przygotowaniu oraz publikacji relacji z wykładów oraz uroczystość nadania węgierskiemu profesorowi Sándorowi Kerekesowi z Corvinus University w Budapeszcie doktoratu honoris causa.

### Energooszczędni 2012
Projekt mający na celu promowanie oszczędności energii elektrycznej wśród mieszkańców warszawskich akademików skierowanych do studentów Szkoły Głównej Handlowej, Politechniki Warszawskiej, Uniwersytetu Warszawskiego oraz Szkoły Głównej Gospodarstwa Wiejskiego odbywający się pod hasłem „Oszczędź sobie i środowisku”.

### oikos PhotoCompetition
Międzynarodowy konkurs fotograficzny na najlepsze zdjęcie pt. „Sustainable urbanization”.

### Zrównoważony Kampus SGH
Projekt skierowany do studentów kierunków planistycznych polegający na organizacji konkursu na najlepszą koncepcję zagospodarowania kampusu Szkoły Głównej Handlowej w Warszawie, zgodnie z ideą zrównoważonego rozwoju.

### The future offinance
Konferencja o finansach w świecie zrównoważonego rozwoju. Podczas konferencji umówione zostały najnowsze trendy ze świata finansów oraz ukazana została narastająca zależność między sektorem finansów a zrównoważonym rozwojem w celu udowodnienia, że te obszary mogą współgrać i przynosić korzyści dla obu stron. (20-22.03.2018)

### Greencycling
Akcja stworzona w celu zachęcenia do recyklingu i dbania o środowisko, polegająca na zbiórce papieru, zeszytów, książek, kartonów, gazet oraz wszelkiego rodzaju makulatury. (8-10.05.2018)

### Renewable EnergyForum
Cykl otwartych wykładów pod tytułem „Dlaczego warto inwestować w OZE?” i „High-Tech w energetyce wiatrowej” przeprowadzonych przez dr. Inż. Arkadiusza Węglarza oraz Romana Romanowskiego. (26-27.03.2019)

### Zaproś Ziemię naŚwięta
Projekt skierowany do osób, które chcą dowiedzieć się jak dbać o środowisko podczas świątecznych przygotowań. Członkowie oikos Warszawa przygotowali liczne pomysły na to, jak spędzać święta w duchu zrównoważonego rozwoju oraz pokazali jak łatwo można przygotować nie tylko ekologiczne i zrównoważone, lecz także trafione i dobrej jakości prezenty. (11-22.12.2020)

### Załóż Ekobiznes!
Cykl webinariów online, podczas których uczestnicy dowiedzieli się jak połączyć działalność zarobkową ze wspieraniem środowiska, a także zapoznali się z tym, jakie szanse oraz przeciwności przynosi prowadzenie firmy, która wspiera idee zrównoważonego rozwoju. Słuchacze mieli okazje poznać przedstawicieli ekologicznych biznesów takich jak: Plenti, Good Spot, Enetech, Biały Koteł Manufaktura Naturalna, GreenCode, Too Good to Go oraz Isonme. (22-28.03.2021)

### oikos Xmaschallenge
Projekt mający na celu zmienienie dotychczasowych nawyków ludzi w celu lepszego przygotowania do świąt, zgodnie z koncepcją zrównoważonego rozwoju. Członkowie oikos Warszawa przez 24 dni dzielili się licznymi ciekawostkami oraz pomysłami na to w jaki sposób przygotować się do Świąt Bożego Narodzenia w duchu zrównoważonego rozwoju. Odbiorcy codziennie dostawali wyzwania, których celem było wykonanie „jednej małej rzeczy dla siebie i Planety”. (01-24.12.2021)

## Serie edukacyjne[5]

### oikos taste
Seria zdrowych wegańskich/wegetariańskich przepisów mających na celu zachęcenie czytelników do niemarnowania i niewyrzucania produktów spożywczych.

### oikosowe polecajki
Seria polegająca na dzieleniu się z odbiorcami ciekawymi książkami, filmami, produktami, czy też miejscami związanymi ze zrównoważonym rozwojem.

### ŚRODOwisko
Cykl ciekawostek związanych z Ziemią i środowiskiem zamieszczanych w środy.

## Wyjazdy

### 2003
W dniach 27–28 kwietnia trzech przedstawicieli oikos Warszawa wzięło udział Presidential Meeting oikos International w Cery pod Paryżem oraz w konferencji współorganizowanej przez oikos International i oikos Cologne pt. Topic of the Year: Challenging Consumption Patterns – Sustainable Transport.
W dniach 7–11 listopada członkowie oikos Warszawa wyjechali na Annual Meeting w Brukseli.

### 2004
Członkowie oikos Warszawa wzięli udział w konferencji „First University – Industry Forum for Sustainability”, nt. włączenia wiedzy o zrównoważonym rozwoju do nauczania, zorganizowanej przez Copernicus Campus i oikos Bonn, która zgromadziła przedstawicieli szkolnictwa wyższego i przedsiębiorstw z całej Europy. Przedstawiciele SKN Zrównoważonego Rozwoju uczestniczyli również w spotkaniu „Sustainability and Higher Education” oraz Presidential Meeting w Graz. W czasie konferencji zorganizowana przez oikos International przedstawiciele polskiej delegacji przedstawili raport pt. Zrównoważony Rozwój w Szkole Głównej Handlowej.

### 2006
W dniach 27–30 kwietnia przedstawiciele oikos Warszawa wyjechali na Presidential Meeting do Bayreuth w Niemczech.

### 2007
W dniach 19–22 kwietnia przedstawiciele oikos Warszawa wzięli udział w spotkaniu 'Spring Meeting 2007 w Paryżu' pod tytułem „Sustainable development – What role to play for finance”. Spotkanie dotyczyło finansów i mikrokredytów, studenci SGH wzięli udział w panelu dyskusyjnym na temat rynków finansowych i roli sektora bankowego w zrównoważonym rozwoju.
W dniach 20–21 października czterech studentów wyjechało na Autumn Meeting 2007 w St Gallen połączone z oikos Conference na temat wzrostu gospodarczego i zrównoważonego rozwoju.

### 2008
W dniach 24–27 kwietnia ośmiu członków oikos Warszawa wzięło udział w Spring Meeting 2008 w Kolonii, które odbywało się pod hasłem: Manufacturing the Future: Prospects for Sustainable Production and Consumption.
W dniach 25–28 września sześciu studentów reprezentowało oikos Warszawa na Autumn Meeting 2008 w Graz. Spotkanie pod tytułem: Succeed today – Succeed tomorrow dotyczyło praktycznego zastosowania CSR w gospodarce.

### 2009
W dniach 26–29 marca siedmiu przedstawicieli oikos Warszawa uczestniczyło w Spring Meeting 2009 w Oslo. W czasie spotkania poruszone zostały m.in. zagadnienia związane z odnawialnymi źródłami energii, mikro kredytami i ubezpieczeniami oraz przemysłem odzieżowym fair trade. Ponadto uczestnicy mogli rozwinąć swoje umiejętności w zakresie fundraisingu, marketingu, przeprowadzania projektów czy efektywnego zarządzania zasobami ludzkimi. Oprócz części merytorycznej przedstawiciele oikos Warszawa mieli okazję zwiedzić stolicę Norwegii i okolice, m.in. Korketrekkern Tobogan Run, będący zimową atrakcją Oslo.
W dniach 15–18 października odbyło się Autumn Meeting 2009 w Belfaście, w którym uczestniczyło dziewięciu studentów z SGH. Tematem przewodnim konferencji było zrównoważone rozwiązywanie konfliktów w świetle antagonizmów w Irlandii Północnej. Uczestnicy spotkania poznali ich historię oraz stan obecny, w kontekście ekonomicznym, środowiskowym i społecznym. Istotnym punktem programu było zwiedzanie „peace line” – muru oddzielającego protestantów od katolików.

## Publikacje
1. wydano 5 numerów Biuletynu OIKOS (od .... do stycznia 2005) – do wglądu m.in. w Katedrze Geografii SGH w Warszawie
2. Bielińska A., Chlebek M., Karbowski A., Makuch Ł., Selwa M., Żygłowicz M.; Raport z badania „CSR oczami studentów”; Warszawa 2006 (do wglądu m.in. na stronie internetowej oikos Warszawa)
3. Bielińska A., Karbowski A. Raport z badania „Etyka w biznesie”; Warszawa 2006 (do wglądu m.in. na stronie internetowej oikos Warszawa)
4. Borkowski K.; Amerykański wykład w „Wielkiej Różowej”; [w:] „Gazeta SGH” 3/10 nr 258; Warszawa 2010; s. 29
5. Bosch G., Makuch Ł.; System zarządzania zrównoważonym rozwojem; [w:] Wyzwania zrównoważonego rozwoju w Polsce pod red. Bergier T., Kronenberg J.; Kraków 2010, s. 95–123 (istnieje wersja wydrukowana oraz w formie e-book)
6. Dąbrowska A., Taylor E.; Dyfuzja certyfikatów ISO14001; [w:] „Zeszyty Naukowe” IFGN SGH; Warszawa 2003; s. 94
7. Dąbrowska A., Żelazek M.; Ekorozwój a rozwój regionalny; [w:] Polityka regionalna i edukacyjna wobec dysproporcji rozwojowych polskiej przestrzeni „Zeszyt Naukowy” nr 5/2002 Polskie Towarzystwo Ekonomiczne Rada Naukowa, pod red. Brdulak J.; Warszawa 2002
8. Dujka A., Kłoczko A., Malik P., Słok M.; Co wiesz o rozwoju zrównoważonym?; [w:] „Gazeta SGH” nr 198/192 z dnia 15 listopada 2004; Warszawa 2004
9. Dujka A.; Czym jest rozwój zrównoważony?; [w:] „Biuletyn OIKOS” nr 3; Warszawa 2003
10. Dujka A.; OIKOS Annual Meeting – relacja z Brukseli; [w:] „Biuletyn OIKOS” nr 2; Warszawa 2003
11. Dujka A.; Sustainable investment, czyli inwestowanie odpowiedzialne społecznie; [w:] „Biuletyn OIKOS” nr 2; Warszawa 2003
12. Dujka A.; Wspomnienia paryskie; [w:] „Biuletyn OIKOS” nr 3; Warszawa 2003
13. Gajewski G., Kłoczko A.; Strefy ochrony przyrody – strefy specjalne czy uprzywilejowane?; [w:] Strefy uprzywilejowane w polskiej polityce gospodarczej „Zeszyt Naukowy” nr 6/2003 Polskie Towarzystwo Ekonomiczne Rada Naukowa, pod red. Brdulak J.; Warszawa 2003
14. Galiszewski J., Gręda K.; Energooszczędni; [w:] „Gazeta SGH” 8/10 nr 263; Warszawa 2010 s. 32
15. Galiszewski J., Trojnar M.; Szkoła Letnia „PONTES” – budowanie mostów z Polakami na Litwie; [w:] „Kurier Dyplomatyczny”; https://web.archive.org/web/20100513202330/http://www.kurier.diplomacy.pl/site/szkola-letnia----pontes--------budowanie-mostow-z-polakami-na-litwie-; data umieszczenia 16.03.10 (publikacja ukazała się również w wersji drukowanej)
16. Galiszewski J., Trojnar M.; Szkoła Letnia PONTES w Wilnie; [w:] „Myśl.pl” nr 15
17. Galiszewski J.; Konsekwencje monokultury gospodarczej w okresie transformacji systemowej w strukturze demograficznej miasta na przykładzie gminy miejskiej Gorlice; [w:] „Studencki Przegląd Ekonomiczno-Społeczny” nr 1 (11); Warszawa 2010; s. 96–109
18. Giemza A., Słok M.; Społeczna odpowiedzialność biznesu; [w:] „Materiały i Prace IFGN SGH” Polskie przedsiębiorstwa wobec szoku akcesyjnego tom LXXXVIII; Warszawa 2004; s. 194–200
19. Giemza A., Słok M.; Społeczna odpowiedzialność biznesu; [w:] „Biuletyn OIKOS” nr 4; Warszawa 2003
20. Hajduk T.; Koniec ery węgla; [w:] „Gazeta SGH” 4/09 nr 248; Warszawa 2009
21. Hajduk T.; Raport 2009. Oikos Warszawa; Warszawa 2009 (możliwość wglądu m.in. w Katedrze Geografii Szkoły Głównej Handlowej w Warszawie)
22. Karbowski A.; OIKOS International Autumn Meeting 2006; „Gazeta SGH” 229/300; Warszawa 2006
23. Karbowski A.; Ostatnie spotkanie prezesów; [w:] „Gazeta SGH” 223/224
24. Makuch Ł.; Instytucje CSR w Polsce 2010. Przewodnik po kluczowych organizacjach, mediach oraz instytucjach promujących i edukacyjnych w zakresie Społecznej Odpowiedzialności Biznesu w Polsce; Publikacja powstała w ramach projektu Społecznie Odpowiedzialna Uczelnia realizowanego przez Wyższą Szkołę Pedagogiczną TWP w Warszawie
25. Makuch Ł.; Instytucje rynku CSR w Polsce 2010, Warszawa 2010, 23s.
26. Mężyńska A.; Znaczenie kanałów informacyjnych w procesie dyfuzji innowacji na przykładzie ISO 14001; [w:] ISO 14001. Integracja systemów zarządzania w przedsiębiorstwie; pod red. Chabiera J., Taylor E.; Warszawa 2004; s. 127–131
27. Negacz K., Walczak A.; Sprawozdanie z debaty „Kobieta w życiu publicznym”; „Gazeta SGH” 05/08 nr 241; Warszawa 2008; s. 37
28. Negacz K.; Mój rok w St. Gallen; [w:] „Gazeta SGH” 4/10 nr 259; Warszawa 2010
29. Negacz K.; Raport z konferencji oikos International Kolonia 2008; [w:] „Gazeta SGH” 5/08 nr 241; Warszawa 2008
30. Olszewski B.; Studenci SKN oikos International wśród najlepszych drużyn Societe Generale; „Gazeta SGH” 03/08 nr 239; Warszawa 2008
31. Romaniuk Ł.; Hańcza, najgłębsze polskie jezioro, głębsze niż sądzono; [w:] „Biuletyn OIKOS” nr 2; Warszawa 2003
32. Słok M.; Winter School, czyli Szwajcaria zimą; [w:] „Biuletyn OIKOS” nr 5; Warszawa 2005
33. Słok M.; Presidents Meetin 2004, Graz; [w:] „Biuletyn OIKOS” nr 4; Warszawa 2003
34. Wieprzowski P.; Czas na zwolnienie tempa; [w:] „Kwartalnik Nauk o Przedsiębiorstwie” nr 2/2008 (7); Warszawa 2008
35. Wieprzowski P.; Gry pochodnymi na rynku ropy naftowej; [w:] „Kwartalnik Nauk o Przedsiębiorstwie” nr 4/2008 (9); Warszawa 2008
36. Wieprzowski P.; Podręcznik o rynku przygód recenzja Rynki Finansowe A. Sławiński; [w:] „Gazeta SGH” 03/08 nr 239; Warszawa 2008
37. Wieprzowski P.; Uśmiech globalnego tygrysa; [w:] „Gazeta SGH” 03/07 nr 232; Warszawa 2007; s. 25–26
38. Wieprzowski P.; Zrównoważony rozwój – konieczność czy fikcja”; [w:] „Gazeta SGH” 02/07 nr 231; Warszawa 2007; s. 32–33
39. Żygłowicz M.; OIKOS Spring Meeting Paris; [w:] „Gazeta SGH” 4/07 nr 233; Warszawa 2007